# Puerta de Castel Nuovo
La puerta de entrada al Castel Nuovo de Nápoles, construida en bronce en el siglo XV, representa la victoria del rey Fernando I de Nápoles en la guerra de 1459-1463 contra los barones rebeldes y contra el pretendiente Jean de Anjou. 

## Contexto histórico
En 1458 murió el rey de Nápoles Alfonso el Magnánimo dejando como heredero a su hijo Fernando, quien poco después de ser coronado tuvo que afrontar una doble amenaza: por un lado los grandes señores feudales napolitanos se rebelaron contra su dominio, y por otro, el pretendiente francés al trono  desembarcó sus tropas en el reino dispuesto a tomarlo por la fuerza.  
Fernando tuvo que mantener una guerra de cinco años (1459-64) en la que resultó victorioso tras la derrota y prisión del rebelde Marino Marzano, la muerte de Giovanni Antonio Orsini del Balzo y la retirada del pretendiente Jean de Anjou. 

## Descripción de la puerta

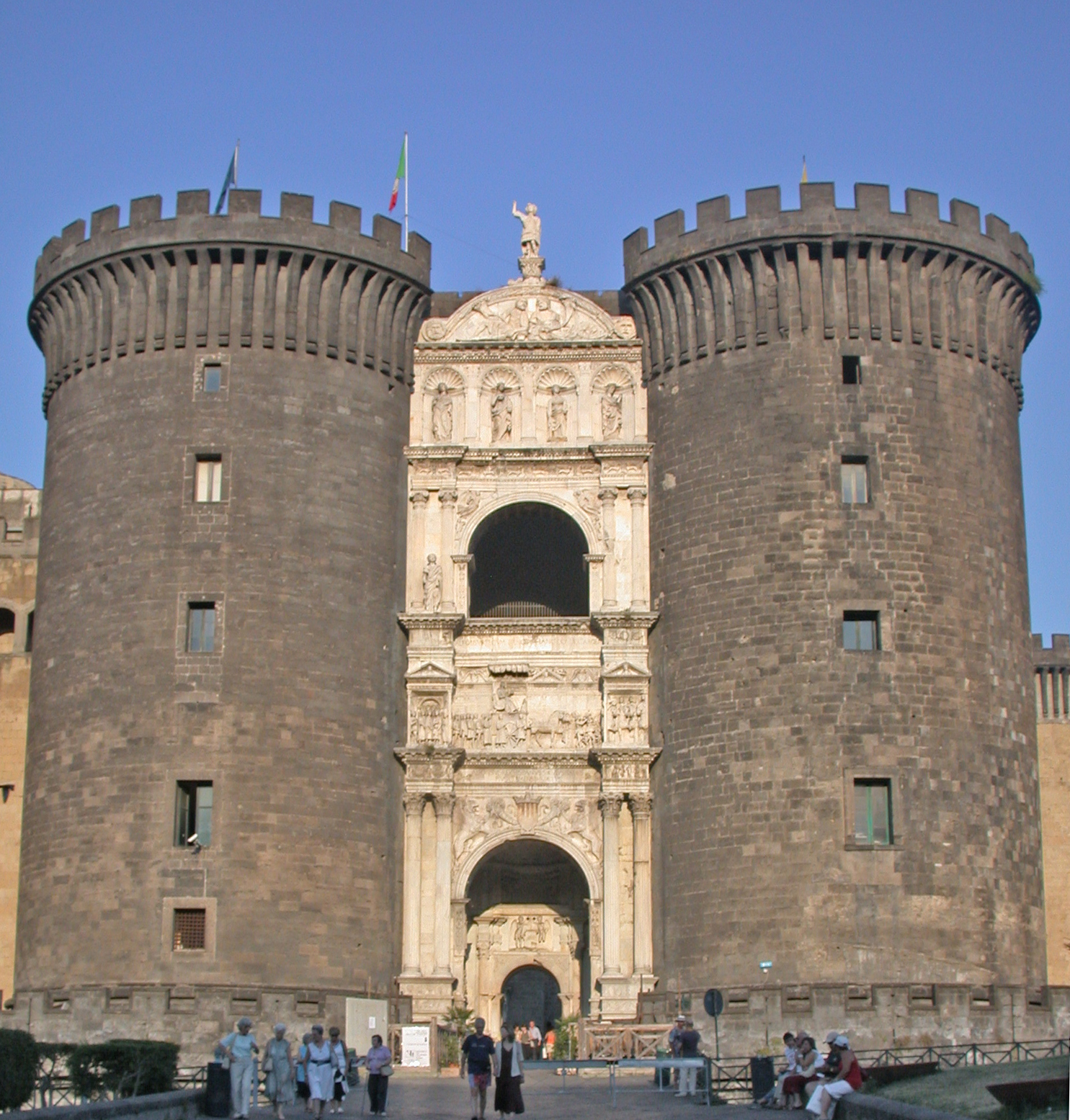
Arco de Castel Nuovo.

Probablemente inspirada por la Puerta del Paraíso que Lorenzo Ghiberti construyó para el Baptisterio de San Juan de Florencia y por la que Filarete hizo para la Basílica de San Pedro de Roma en tiempos del papa Eugenio IV, fue fundida entre 1465 y 1475 para servir como puerta de entrada del arco de triunfo del Castel Nuovo.
En el panel inferior derecho hay un medallón con la leyenda "GOLIELM MONAC ME FECIT MILES", lo cual sugiere que el autor de la puerta fue Guglielmo Monaco, experto artillero de origen francés que llegó a ser maestro de la artillería del ejército de Ferrante. 
Sin embargo algunos autores consideran que fue obra de hasta tres artistas distintos, dadas las diferencias estilísticas entre los paneles, uno de los cuales podría haber sido Pietro da Milano, que por las mismas fechas trabajaba en la construcción del arco.  
Los textos podrían haber sido compuestos por Giovanni Pontano, destacado humanista y canciller del reino.
La puerta está compuesta por cuatro paneles de 130x120 cm surmontados de dos lunetas semicirculares que muestran bajorrelieves con episodios de la guerra, todos encuadrados por frisos clásicos e ilustrados por dísticos latinos.  
Los paneles no representan los episodios de la guerra en el orden cronológico habitual, de arriba abajo y de izquierda a derecha, sino que están situados según la geografía del lugar en el que ocurrió cada evento: de norte a sur, Teano, Troia y Accadia.
La composición de los paneles es la siguiente; el número indica el orden cronológico de los hechos:
| 1.- Encuentro del rey Ferrante con Marzano en Teano, 29 de mayo de 1460. |                                              | 2.- Ferrante se defiende de la emboscada en Teano, 29 de mayo de 1460. |
| 6.- Entrada en Troia, 21 de agosto de 1462.                              | 5.- Batalla de Troia, 18 de agosto de 1462.  |                                                                        |
| 4.- Toma de Accadia, 6 de agosto de 1462.                                | 3.- Batalla de Accadia, 5 de agosto de 1462. |                                                                        |

## Los daños
La bala de cañón incrustada en el cuadrante inferior izquierdo y los restantes daños son de finales del s. XV: algunos autores mencionaron que habían sido provocados durante el ataque que el Gran Capitán Gonzalo Fernández de Córdoba dirigió contra el castillo en 1503 en la Guerra de Nápoles (1501-1504), pero esta teoría es improbable puesto que la bala impactó desde el interior de la puerta y es de un calibre menor del acostumbrado en esta clase de enfrentamientos.
Está documentado que después de que en 1495 el rey Carlos VIII de Francia conquistara Nápoles durante la primera guerra italiana, la puerta fue desmontada y embarcada en dirección a Francia, pero la galera que la transportaba fue atacada y abordada por la flota genovesa; se supone que durante los combates la puerta, colocada verticalmente sobre la cubierta de la nave francesa, recibió los disparos cuando servía como protección a los marineros, y que posteriormente fue devuelta a Nápoles y repuesta en su lugar.
Es de destacar también la falta de algunas pequeñas piezas de bronce, probablemente fruto de hurtos.